# Baraigne
Baraigne é uma comuna francesa na região administrativa de Occitânia, no departamento de Aude. Estende-se por uma área de 4,76 km². Em 2010 a comuna tinha 179 habitantes (densidade: 37,6 hab./km²).